# Günter Ropohl
Günter Ropohl (14 de junio de 1939 en Colonia (Alemania) - 28 de enero de 2017) fue un ingeniero y filósofo Alemán, más concretamente, un Filósofo de la tecnología. Además de ello, impartió clases de Tecnología General en la Universidad de Frankfurt am Main hasta 2004.   

## Biografía
Günter Ropohl estudió Ingeniería mecánica y Filosofía en la Universidad de Stuttgart, en la cual recibió clases del filósofo, matemático, físico y escritor francés Max Bense . Al finalizar su doctorado en 1970 escribió su tesis de habilitación en Filosofía y Sociología en la Universidad de Karlsruhe (1978), bajo la supervisión del profesor de filosofía Hans Lenk. Su obra se centró en teoría de sistemas Technik, llevando la tesis central al concepto de tecnología.
En 1979 comenzó a impartir clases en la Universidad de Karlsruhe y en 1981 se convirtió en profesor de Tecnología General y filosofía de la tecnología en la Johann Wolfgang von Goethe en Fráncfort del Meno, Alemania, hasta el año 2004. 
Desde 1983 hasta 1991, durante el período de la Guerra Fría, era director y docente en el centro Inter-Universitario de Dubrovnik (Croacia). Paralelamente hizo diversas visitas a su amigo y también filósofo de la tecnología Carl Mitcham en Estados Unidos. 
En 1988 fue invitado como profesor de visita en el Instituto de Tecnología de Rochester en Rochester (Nueva York). Además, Günter Rohol fue un miembro honorario de la Asociación Alemana de Ingeniería gracias a su dedicación y compromiso interdisciplinario con la filosofía de la tecnología. 
Al mismo tiempo fue coeditor de una antología de los "clásicos" en la filosofía de la tecnología en la tradición Europea. Ropohl publicó 15  monógrafos, coeditó otros 15 libros y publicó más de 180 artículos. Murió el 28 de enero del 2017 a los 77 años de edad.

## Filosofía
Un concepto central en su obra era los Sistema sociotécnicos, pues consideraba las técnicas como estructuras sociales. Ropohl era un crítico de los sistémas teóricos de Niklas Luhmann y abogaba por el reconocimiento de la cultura material. Su definición de Technik (Concepto en alemán) incluía:
1. La utilidad.
2. La artificialidad.
3. La Funcionalidad.

En el centro de su obra se encuentra la combinación de la técnica como artefacto y acción, mientras que el conocimiento insinúa el meta-concepto de tecnología. Por consecuente, Günter diferenciaba entre las ciencias de la ingeniería y las ciencias técnicas.
A lo largo de su carrera Ropohl adquirió renombre en la Academia germanoparlante por sus escritos sobre los conceptos de Technik y Technologie, las Éticas de la tecnología, la evaluación de la tecnología, éticas profesionales para ingenieros y sobre la necesidad social de educar en la alfabetización tecnológica. 
Recibió un Festschrift con contribuciones de académicos centrándose en su obra, tanto en su 65 como en su 75 cumpleaños (Editado por Nicole C. Karafyllis) incluyendo una lista completa de sus publicaciones desde finales de los 60 hasta 2014.

## Publicaciones traducidas al Inglés
Por el momento ninguna de sus obras ha sido traducida al Castellano. No obstante, el mayor número de traducciones hechas ha sido del Alemán al Inglés.
- Artículo sobre acercamientos teórico - sistemáticos y métodos morfológicos en el pronóstico: Technological Forecastings in Practice, Farnborough/Lexington, MA: Saxon Jouse 1973, pp. 29-33
- Artículo sobre la investigación en la Filosofía y la Tecnología: Research in Philosophy and Technology, Vol. 2, ed. P. T. Durbin, Greenwich, CT: Jai Press 1979, pp. 15–52.
- "Information doesn't make sense", en Carl Mitcham y Alois Huning (Eds.): Philosophy and Technology II: Information Technology and Computers in Theory and Practice, Dordrecht/Boston MA 1986, pp. 63–74.
- "Deficiencies in Engineering Education", en P. T. Durbin (Ed.), Critical Perspectives on Nonacademic Science and Engineering, Bethlehem, PA: Lehigh University Press y London/Toronto: Associated University Presses 1991, pp. 278–295.
- "Knowledge Types in Technology", en: M.J. de Vries & A. Tamir (Eds.), Shaping Concepts of Technology. From Philosophical Perspective to Mental Images, Dordrecht 1997.
- "Technological enlightenment as a continuation of modern thinking", en Carl Mitcham (Ed.): Investigación en filosofía y tecnología, vol. 17, Tec hnology, ethics and culture, Creenwich CT/London: Jai Press 1998, pp. 239–248.
- Philosophy of socio-technical systems, en: Society for Philosophy and Technology, Spring 1999, Volumen 4, Número 3, 1999.
- "Mixed prospects of engineering ethics". European Journal of Engineering Education, 27 (2) (2002), pp. 149–155.

## Monografías en alemán
- Eine Systemtheorie der Technik: zur Grundlegung der Allgemeinen Technologie. München/Wien: Hanser 1979 (Habilitationsschrift Universität Karlsruhe 1978). 2nd ed. 1999, 3rd ed. Karlsruhe 2009.
- Die unvollkommene Technik. Frankfurt/M: Suhrkamp 1985
- Technologische Aufklärung: Beiträge zur Technikphilosophie. Frankfurt/M: Suhrkamp 1991, 2nd ed. 1999
- Ethik und Technikbewertung. Frankfurt/M: Suhrkamp 1996
- Wie die Technik zur Vernunft kommt: Beiträge zum Paradigmenwechsel in den Technikwissenschaften. Ámsterdam: G+B Fakultas 1998
- Vom Wert der Technik. Stuttgart: Kreuz Verlag 2003
- Sinnbausteine : Ein weltlicher Katechismus. Leipzig: Reclam 2003
- Arbeits- und Techniklehre: Philosophische Beiträge zur technologischen Bildung. Berlín: Edition Sigma 2004
- Kleinzeug : Satiren – Limericks – Aphorismen. Münster: LIT Verlag 2004
- Allgemeine Technologie: Eine Systemtheorie der Technik. 3rd ed. of the 1979 book, Karlsruhe: Universitätsverlag 2009; http://digbib.ubka.uni-karlsruhe.de/volltexte/1000011529
- Signaturen der technischen Welt: Neue Beiträge zur Technikphilosophie, Berlin/Münster: LIT Verlag 2009
- Besorgnisgesellschaft, Berlín: Parodos 2014